# Копанский, Яков Михайлович
Я́ков Миха́йлович Ко́панский (23 марта 1930, Каушаны, Бессарабия — 18 июля 2006, Кишинёв) — советский и молдавский историк, доктор исторических наук (1978), профессор. Автор 13 монографий по современной истории Молдавии и иудаике.

## Биография

Я. М. Копанский (справа) с отцом

Яков Копанский родился в бессарабском местечке Каушаны (ныне райцентр Каушанского района Молдавии) в семье приказчика мануфактурного магазина Мойше Копанского и его жены Хайки. Учился в хедере, затем в румынской школе. В начале Великой Отечественной войны с матерью эвакуировался в Ростовскую область, оттуда в Сталинградскую область, и, наконец, в башкирский посёлок Красная Горка. После войны семья вернулась в Каушаны, потом перебралась в Бендеры, где Яков Копанский окончил среднюю школу № 1.
В 1954 году Я. М. Копанский окончил исторический факультет Кишинёвского государственного университета и поступил на работу в молдавский филиал Академии Наук СССР (с 1959 года — АН МССР), в 1956—1991 годах был старшим научным сотрудником и заведующим отделом Института истории, участвовал в составлении двухтомной «Истории Румынии» (Москва: Наука, 1971). В 1979—1989 годах — преподавал в Кишинёвском государственном педагогическом институте им. Иона Крянгэ.
С 1992 года был главным научным сотрудником и впоследствии заведующим Отделом истории и культуры евреев Молдовы (иудаики) Института межэтнических исследований Академии Наук Молдовы. Опубликовал ряд работ по истории евреев Бессарабии, в частности обнаруженные им архивные материалы о Кишинёвских погромах 1903 и 1905 годов. С 1997 года — председатель общественного совета еврейской благотворительной организации «Хэсэд Иегуда» в Молдавии. Награждён орденом Gloria Muncii (Слава труду, 2005).
Жена Я. М. Копанского — доктор химических наук Лариса Степановна Копанская (урождённая Князь; фото), соавтор учебника «Аналитическая химия полупроводников» (Кишинёв: Штиинца, 1975). Сын — молдавский математик и предприниматель Александр Яковлевич Копанский (род. 1959) — ведущий научный сотрудник факультета математики и кибернетики Государственного университета Молдовы и лаборатории дифференциальных уравнений Института математики АН Республики Молдова, генеральный директор компании высоких технологий S&T Mold, член экономического совета при премьер-министре Республики Молдова; с И. У. Бронштейном соавтор монографий «Конечно гладкие полиномиальные нормальные формы» (1992), «Инвариантные многообразия и нормальные формы» (1992), «Smooth Invariant Manifolds and Normal Forms» (1994).

### Монографии А. М. Копанского
- Октябрьские листовки революционного подполья Бессарабии. Сборник документов (1920—1935). Кишинёв: Госиздат Молдавии, 1957.
- Под красным знаменем революции. Страницы истории борьбы трудящихся Бессарабии за воссоединение с Советской Родиной (с Н. В. Березняковым и В. П. Платоном). Институт истории АН МССР. Кишинёв: Картя молдовеняскэ, 1965.
- Двадцать два года героической борьбы. Из истории революционно-освободительного движения в Бессарабии в 1918—1940 гг (с И. М. Бобейко). Кишинёв: Партиздат, 1966.
- Жизнь как факел. Хая Лившиц. Кишинёв, 1967.
- Листая летопись дружбы. Исторические связи народов Молдавии и Болгарии (с С. А. Мадиевским, М. А. Мунтяном и К. А. Поглубко). Кишинёв: Картя молдовеняскэ, 1970.
- Наш друг Габриель Пери. Выступления Г. Пери в поддержку борьбы трудящихся Бессарабии за воссоединение с Советской Родиной. Кишинёв: Картя молдовеняскэ, 1971.
- Советско-румынские отношения, 1929—1934 гг. От подписания Московского протокола до установления дипломатических отношений (с И. Э. Левитом). Москва: Наука, 1971.
- Интернациональная солидарность с борьбой трудящихся за воссоединение с Советской Родиной (1918—1940). АН МССР, Институт истории. Кишинёв: Штиинца, 1975.
- Общество бессарабцев в СССР и союзы бессарабских эмигрантов (1924—1940). АН МССР, Институт истории. Кишинёв: Штиинца, 1978.
- Деятельность комитетов рабоче-крестьянского блока в Бессарабии (1925—1933). Кишинёв: Штиинца, 1984.
- Дипломация советикэ ын лупта пентру солуционаря екитабилэ а проблемей басарабене (1918—1940). Советская дипломатия в борьбе за решение бессарабской проблемы. На молдавском языке. Кишинёв: Картя молдовеняскэ, 1985.
- Джойнт в Бессарабии: страницы истории. Кишинёв: Лига, 1994.
- Благотворительные организации евреев Бессарабии в межвоенный период 1918—1940 гг. Академия Наук Республики Молдова, Институт межэтнических исследований. Отдел Истории и культуры евреев. Кишинёв: Понтос, 2002.
- Еврейское национальное движение в Бессарабии в межвоенный период (1918—1940 гг., см. обложку здесь). Институт культурного наследия и Высшая антропологическая школа Академии Наук Республики Молдова. Кишинёв: Stratum, 2008.
- Исторические портреты (исторические портреты видных деятелей еврейского движения в Бессарабии и Молдавии XX века). Кишинёв—Тель-Авив: Beit Nelly Media, 2010.

### Под редакцией Я. М. Копанского
- Балканские страны в новое и новейшее время: сборник статей. АН МССР, Институт истории. Кишинёв: Штиинца, 1977.
- Кишиневский погром 1903 года. Сборник документов и материалов. Институт межэтнических исследований АН Республики Молдова. Отдел истории и культуры евреев Молдовы, Национальный архив Республики Молдова. Кишинёв: Ruxandra, 2000.
- Кишинёвский погром 1903 года: Взгляд через столетие. Материалы международной научной конференции. Академия Наук Республики Молдова, Институт межэтнических исследований. Отдел Истории и культуры евреев Молдовы. Кишинев: Понтос, 2004.